# Osiedle Bohaterów
Osiedle Bohaterów jest jednym z wielu osiedli w Fordonie – największej dzielnicy w Bydgoszczy. Mieści się między osiedlami: Przylesie, Bajka, Szybowników i Akademickim.

## Nazwa
Swoją nazwę zawdzięcza nazwom ulic, których patronami są bohaterowie, m. in:
- ul. Franciszka Witeckiego (dawniej Franciszka Zubrzyckiego)
- ul. mjr. Sucharskiego
- ul. Emilii Gierczak
- ul. gen. Franciszka Klebeerga
- ul. Jana Piwnika Ponurego

a także:
- ul. Monte Cassino

## Obiekty
- kościoły:
  - Matki Bożej Królowej Męczenników – przy ul. Bołtucia (rzymskokatolicki)
  - Parafia pw. Świętego Jana Pawła II, papieża w Bydgoszczy - przy ul. Bydgoskich Olimpijczyków 11 (rzymskokatolicki)
  - Zbór „Chrześcijańska Społeczność Fordon” Kościoła Ewangelicznego – przy ul. Thommée (protestancki)
- Dolina Śmierci – miejsce mordu i pamięci Bydgoszczan zabitych na początku II wojny światowej (w północnej części osiedla)
- Sala widowiskowa z 200 miejscami przy ul. Piwnika Ponurego, otwarta 10 października 2018[1]
- Kino Jeremi przy XV LO (od 2014)[2], ul. Fieldorfa-Nila
- Stadion lekkoatletyczno-piłkarski z czterotorową, tartanową bieżnią długości 333 m, zrekonstruowany w 2019 roku kosztem 2,5 mln zł. W 2022 powstały przy nim trybuny na 500 osób[3][4].